# Charlesbourg-Royal
Charlesbourg-Royal (1541—1542), établi près de l'actuelle ville de Québec, fut le premier établissement français en Amérique du Nord. 
Cette communauté de 400 habitants survécut à son premier hiver malgré le froid sévère et les attaques des Iroquoiens de Stadaconé et d'autres villages. Cependant, l'établissement fut abandonné en juin 1542.
En août, 2006, le Premier ministre du Québec, Jean Charest et l'archéologue québécois Yves Chrétien annoncèrent la découverte de cet établissement longtemps perdu à Cap-Rouge. Yves Chrétien identifia sa localisation grâce aux fragments de décor italien en céramique de 1540-1550 et six échantillons de bois datant du XVIe siècle.

## Historique

### Contexte
Jacques Cartier, le fondateur de l'établissement, a découvert le Canada. Il est cependant le premier Européen à parcourir le fleuve Saint-Laurent et à passer un hiver complet sur ses côtes. Si on ajoute à cela ses apports à la cartographie, on comprend bien la raison pour laquelle il figure au nombre des grands explorateurs. En outre, Cartier aurait pu voir son nom apparaître sur la liste des colonisateurs, à la suite du mandat que lui octroie François Ier en 1540, lequel a pour but de créer une colonie de peuplement au Canada. En effet, le Malouin entreprend ce périple en mai 1541, avec une flotte de cinq navires. Toutefois, malgré les connaissances qu’il a acquises au cours de ses deux voyages précédents, l’établissement de Charlesbourg-Royal est un échec et on devra attendre l’arrivée de Samuel de Champlain, quelque six décennies plus tard, pour que les Français s’installent définitivement en Amérique du Nord. 
En parcourant l’historiographie relative à cette époque, on découvre plusieurs causes pour expliquer l’insuccès de ce programme et on peut identifier trois personnages qui ont joué un grand rôle dans cet épisode colonisateur, soit François Ier, Jacques Cartier et Jean-François La Roque de Roberval. C’est armé de leurs personnalités, motifs, aspirations et aptitudes que ces acteurs ont influencé la conduite d’une colonie de peuplement en Amérique. De plus, il faut tenir compte des facteurs propres au Canada, lesquels sont indépendants de ces personnages historiques. Bref, on doit se référer à un amalgame de causes et d’agents pour arriver à expliquer l’échec de la mission colonisatrice de la France entre 1541 et 1543.

### Le roi FrançoisIer
À l’époque des grandes explorations, ce sont les rois de chaque cité qui doivent mandater et financer en partie les expéditions maritimes. Ainsi, c’est sous le règne de François Ier que Jacques Cartier effectue ses trois voyages. Dans ce cadre, une part des responsabilités de l’échec de Charlesbourg-Royal doit lui être attribuée. D’abord, parce qu’il décide de rétrograder Cartier au profit de La Roque de Roberval, un homme inexpérimenté. Ensuite, car les termes et les objectifs de la mission qu’il propose sont ambigus et susceptibles de poser des conflits d’intérêts. De plus, l’équipage qu’il offre à Roberval est voué à l’échec.
C’est par Jacques Cartier et le chef amérindien Donnacona, ramené du Canada, que le roi français apprend les richesses et trésors dont regorgent les terres nouvellement découvertes. De même, il entend parler du royaume du Saguenay, où l’on peut aisément trouver mines d’or, d’argent et plusieurs sortes d’épices. Jalousant les rois espagnols et portugais pour leur fortune, François Ier octroie le titre de capitaine général pour la nouvelle expédition au Canada à Jacques Cartier, en octobre 1540. 
Toutefois, le roi d’Espagne, Charles Quint, a vent des projets de son homologue français et tente de lui faire obstacle par diverses stratégies. François Ier, incrédule, se laisse berner par ce chantage et, devant la possible intervention du pape Paul III, il décide de donner à sa mission un tout nouveau dessein, justifié par « l’augmentation et l’accroissement de notre sainte foi chrétienne et Sainte-Mère Église catholique ». Cette façade évangélisatrice ne pourra que flatter le Saint-Siège.

L’émergence de ce nouveau plan de mission amène le roi à nommer à sa tête La Roque de Roberval, rétrogradant ainsi Cartier, un marin d’expérience. Dans l’ouvrage Mythes et réalités dans l’histoire du Québec, Marcel Trudel explique les raisons qui ont pu pousser le remplacement de Cartier par Roberval :

« il suffit de se replacer dans cette société d’Ancien Régime. Aussi longtemps qu’il ne s’agit que d’exploration, il est normal qu’un capitaine, quel que soit son niveau social, se trouve placé au-dessus de son équipage, composé d’ailleurs de « petites gens » ; lorsque le programme prévoit une colonie, c’est-à-dire une société composée de divers groupes sociaux (« petites gens », bourgeois et nobles), la haute direction n’en peut appartenir qu’à un noble, ce que n’était pas Cartier »

. 
De plus, François Ier, n’étant pas tout à fait conscient du caractère singulier de la vie au Canada, commanda à Roberval de bâtir une colonie formée de gentilshommes. Nul besoin de préciser qu’à cette époque, peu d’hommes de cette classe étaient intéressés par ce périple dont les richesses n’avaient, jusque-là, jamais été prouvées. Force est donc d’utiliser l’enrôlement obligatoire. Dans cette optique, si « Cartier s’était vu imposer une limite : cinquante prisonniers, pas davantage », on comptait dans le convoi dirigé par La Roque de Roberval quelque 200 colons, en majorité des prisonniers. 
Pour le roi, l’envoi de prisonniers en Amérique marquait une sorte de communion, ce qui se conjuguait bien avec le prétendu objectif missionnaire de la colonisation.
De cette manière, le but premier de la mission restait incertain. Le roi voulait-il réellement établir les bases solides d’une colonie de peuplement sur le nouveau territoire conquis ? Le rôle d’évangélisation qu’il avait décidé d’ajouter au périple était-il sincère ? Si c’est le cas, pourquoi en avoir mandaté Roberval, un protestant?. D’ailleurs, la pire erreur commise par le souverain français a certainement été de nommer La Roque de Roberval aux commandes de cette grande entreprise. Comme en témoignent les écrits sur ce sujet, ce dernier n’avait rien d’un marin et la mission qu’on lui confiait ne cadrait en rien avec ses aptitudes. D’autre part, « son voyage avait été très mal préparé. La mauvaise administration de ses biens montre d’ailleurs qu’il n’avait aucune des qualités nécessaires à un grand colonial ».

### Jacques Cartier
Bien qu’il ait été reconnu comme un des grands explorateurs français du XVIe siècle, Jacques Cartier a également contribué, à sa façon, à l’échec de l’établissement à Charlesbourg-Royal. En effet, sa rétrogradation au profit de Roberval provoque chez lui plusieurs frustrations et on estime que c’est pour cette raison que Cartier ne juge pas utile de partager ses connaissances sur le Canada avec celui qui dirige officiellement la mission colonisatrice. De même, au cours de son second voyage, les relations entre Cartier et les Amérindiens se corsent. Lorsque le Malouin est de retour en 1541, ses agissements envers ce peuple créent une escalade de tension qui l’oblige à quitter le territoire. De plus, on peut soupçonner qu’à un certain point dans l’élaboration du projet, le fait de trouver de l’or était plus important que l’établissement des bases solides d’une colonie de peuplement.
Comme mentionné plus tôt, ce n’est que quelques mois après avoir consenti à Jacques Cartier le poste de capitaine général de la prochaine expédition au Canada que François Ier se rétracte pour en confier la direction à La Roque de Roberval. Cartier, qui n’en était pas à ses premières expériences maritimes, ne pouvait éprouver que frustration et colère à l’égard de celui qui devenait son supérieur. Bientôt, Jacques Cartier décidera de ne pas attendre Roberval pour quitter la France et de ne pas partager les connaissances sur le Canada qu’il a acquises au cours de ses deux voyages précédents.
Cartier a vécu l’hiver laurentien, au cours de sa seconde expédition, entre 1535 et 1536. Il sait, par expérience, qu’il faut s’attendre à un temps fort rigoureux. Des écrits de l’époque affirment que « de la mi-novembre à la mi-avril, les navires furent pris dans les glaces. La neige atteignit quatre pieds et plus. Le fleuve gela jusqu’à Hochelaga ». Mais plus important encore, Jacques Cartier connaît le remède au scorbut. On raconte qu’au cours de l’hiver 1535-1536, « le mal de terre ou scorbut fait de sérieux ravages parmi les membres de l’expédition : 25 personnes périssent ». Toutefois, vers la fin de cette dure saison, Cartier parvient à connaître la composition d’une potion médicinale permettant de vaincre cette maladie.
De retour à Stadacona, Cartier et son équipage construisirent un petit fort ; ils furent les premiers Européens à passer un hiver entier en Amérique du Nord. Mais la dureté du climat devait bientôt prélever sa rançon de vies humaines, et 25 des 110 hommes de Cartier périrent du scorbut durant l’hiver. Bon nombre d'hommes de Cartier sont sauvés grâce à une décoction autochtone d'aiguilles et d'écorce d'un conifère appelé anneda (probablement du thuya occidental) broyées et bouillies dans l'eau.
Ainsi, lors des mois froids de son dernier voyage, Cartier sait à quoi s’attendre et prend les dispositions nécessaires pour faciliter l’expérience laurentienne de son équipage. Effectivement, « l’hiver se passe sans que l’on ait à déplorer de décès à cause du scorbut »
Puis, l’été suivant, devant le retard considérable de Roberval, Cartier décide de retourner en France. Malgré les ordres de son supérieur qu’il rencontre à Terre-Neuve, il est déterminé à rentrer en Europe. Cette fois-ci, c’est au tour de La Roque de Roberval et des colons qu’il a recrutés d’expérimenter le froid, la neige et la rudesse du climat canadien.
On ne peut pas affirmer avec certitude que Jacques Cartier ait volontairement omis de parler du scorbut à Roberval, mais on peut se permettre d’entretenir des doutes considérables. De même, le Malouin possédait des connaissances concernant les langues amérindiennes et la disposition des cours d’eau qui auraient pu augmenter les chances de réussite de l’implantation d’une colonie française à Charlesbourg-Royal.
Ensuite, pour évaluer avec justesse les torts attribuables à Cartier, on doit tenir compte de l’évolution des relations avec les Amérindiens. En effet, lors de ses deux premières visites au Canada, les rapports entre le navigateur et les peuplades amérindiennes semblent cordiaux. Il faut spécifier qu’avant l’arrivée de l’expédition française en 1534, les Premières nations avaient l’habitude de s’adonner à un commerce de fourrure avec les pêcheurs qui s’aventuraient jusque sur les rives de l’Amérique. Ainsi, « quand Cartier entra dans la baie des Chaleurs, en 1534, il fut accueilli par des Mi’kmaqs exhibant des peaux de castor sur des perches, invitant les Français à descendre et à faire du troc »
De cette façon, jusqu’en 1536, tout allait relativement bien entre les Français et les Amérindiens de Stadaconé. C’est d’ailleurs grâce à ces derniers que Cartier apprit l’existence du royaume du Saguenay ainsi que l’orientation et l’aboutissement des principaux cours d’eau des alentours.
Cependant, les choses commencent à se corser lorsque Jacques Cartier décide d’explorer plus amplement les régions du Canada et qu’il se rend à Hochelaga. Cette expédition du Malouin est perçue comme étant une trahison envers les Autochtones de Stadaconé et ces derniers seront désormais plus méfiants. En outre, la rupture est complète lorsque Cartier participe au projet de renversement du pouvoir amérindien.
Avant de partir, Cartier veut consolider les positions françaises, déjà favorisées par l’unité ethnique, linguistique et politique de la vallée laurentienne, mais compromise par la conduite de Donnacona et de ses deux fils. Cartier apprend qu’un rival, Agona, aspire au pouvoir. Le plan de la révolution se dessine : éliminer le parti en place au profit d’Agona. Rusé, Cartier profite d’une cérémonie religieuse pour capturer Donnacona, les interprètes et quelques autres indigènes. Il apaise la foule en promettant de ramener Donnacona dans 10 ou 12 lunes, avec des présents du roi.
Au retour de Jacques Cartier en 1541, aucun des Amérindiens capturés cinq ans plus tôt ne l’accompagne. C’est en grande partie parce « cette tragédie suscita la méfiance et la colère des Premières nations, qui s’opposèrent constamment aux efforts déployés par Cartier pour établir une petite colonie » que l’équipage, dont 35 membres sont tués par les Autochtones, est forcé de partir en 1542.
Subséquemment, la mission de colonisation est également compromise par les motifs réels qui poussent Cartier à se rendre au Canada. En fait, on sait qu’au départ, le projet de fonder les bases d’une colonie de peuplement avait été soumis par le Malouin lui-même, puis appuyé par le roi François Ier. On peut toutefois douter qu’à la suite de sa rétrogradation professionnelle, Cartier n’a plus les mêmes objectifs et, qu’en fait, ce qu’il souhaite réellement, c’est prouver au roi, voire à la France entière, qu’il mérite la reconnaissance pour ses réalisations et trouvailles. L'équipage de Cartier extrait des minerais à l'embouchure de la rivière du Cap-Rouge, croyant avoir découvert de l'or et des diamants. La découverte de ces richesses pousse Jacques Cartier et son équipage à désobéir à Roberval en quittant le Canada. En France, le « trésor » de Cartier se révèle être du quartz et de la pyrite de fer, sans valeur. Le toponyme « cap Diamant », au Québec, et l'expression française « faux comme des diamants du Canada » rappellent cet épisode.
Bref, on ne peut pas reporter toute la faute de l’échec de l’établissement d’une colonie de peuplement à Charlesbourg-Royal sur Jacques Cartier, mais il faut tout de même considérer que certains de ses agissements ont grandement nui à la réussite du projet. Malgré cela, on doit prendre en compte que sans l’intervention du roi en faveur de La Roque de Roberval, les choses auraient peut-être été différentes, mais cela n’excuse en rien l’attitude de Cartier par rapport aux Premières nations. Du reste, on ne peut affirmer avec certitude que Cartier a quitté le Canada parce qu’il ne faisait plus le poids contre les Amérindiens, ou encore parce qu’il a trouvé le trésor tant recherché.

### La Roque de Roberval

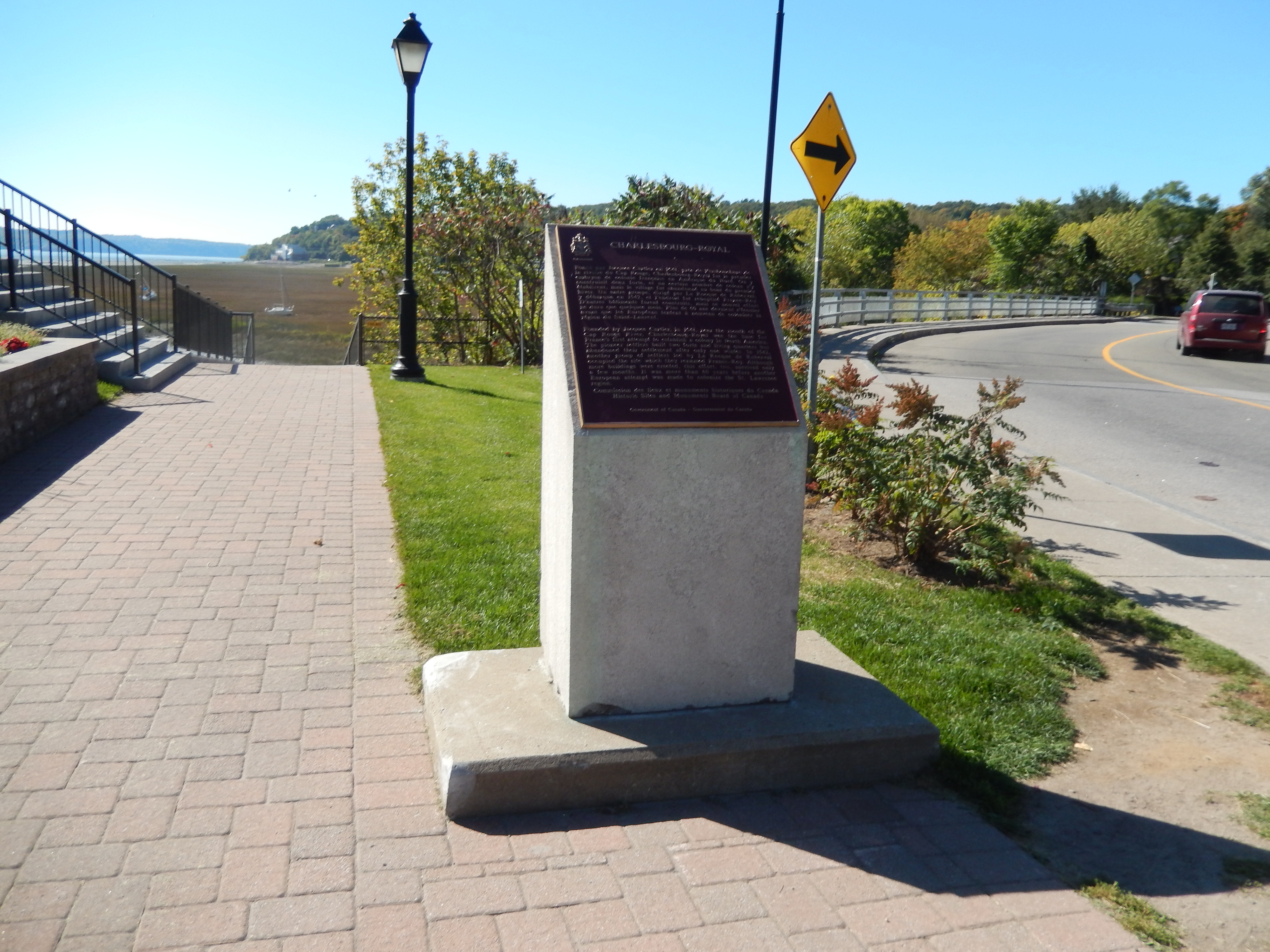
Monument du fort Charlesbourg-Royal.

Le 15 janvier 1541, François Ier signe une commission qui marque le début de la colonisation française au Canada et y inscrit le nom de Jean-François de La Rocque de Roberval
au poste de lieutenant-général. Le roi confie donc les rênes de l’entreprise de peuplement à un homme qui n’a aucune expérience de navigation. Cette décision est appuyée par le fait que la présence d’un noble est requise à la tête d’un tel projet, mais les autres raisons entourant cette nomination restent à tout le moins inconnues et quelque peu mystérieuses. Quoi qu’il en soit, le seul fait de confier cette mission à un homme inexpérimenté laisse présager l’échec. D’autre part, c’est également le recrutement difficile de l’équipage, le caractère de Roberval lui-même, le départ tardif de l’expédition ainsi que les conflits d’intérêts qu’a suscités ce voyage, qui pèsent lourd dans la balance de l’échec de l’établissement d’une colonie française à Charlesbourg-Royal.
Tel que mentionné précédemment, La Roque de Roberval n’a aucune expérience pour la tâche qui lui est confiée et cela affectera beaucoup le déroulement de l’expédition. Ce manque de connaissance se fait surtout ressentir lors du premier hiver à Charlesbourg-Royal, en 1541-1542. Ne connaissant pas le caractère particulier du climat laurentien, Roberval ne prévoit pas suffisamment de provisions et il doit rationner au maximum les vivres de ses hommes.
« On fit premièrement l’examen des provisions et l’on trouva qu’elles seroient insuffisantes. On fit le partage, de manière à ce que chaque mess n’avoit que deux pains pesant chacun une livre, et une demi-livre de bœuf. L’on mageoit du lard au dîner, avec une demi-livre de beurre : et du bœuf au souper avec environ deux poignées de fève sans beurre. Les mercredis, vendredis et samedis, on mangeoit de la morue séchée et quelquefois verte au dîner, avec du beurre et du marsouin et des fèves au souper.»
Plus tard, ce manque de ration, ainsi que la pauvre valeur alimentaire qui y est reliée, provoqua l’arrivée d’une maladie qui emporta près de cinquante colons, ce qui équivaut au quart des membres de l’équipage. Le scorbut, qui avait été brillamment vaincu l’hiver précède, par Cartier et ses hommes, était inconnu de Roberval. Nous pourrions blâmer Jacques Cartier pour ne pas avoir communiqué ces informations avec son supérieur, il reste néanmoins que si La Roque de Roberval avait été un habitué de ce genre d’expédition, il se serait au moins renseigné sur le climat et les risques possibles du Canada.
Également, en observant la composition de l’équipage qui accompagnait Roberval, on peut douter des chances de réussite d’une telle entreprise. En effet, le lieutenant-général avait réussi à s’entourer de quelques gentilshommes, mais le recrutement des colons demeurait une tâche ardue. Ainsi, à l’exception de son pilote, Jean Alphonse de Xaintoigne, l’équipage qui accompagne Roberval, composé de gentilshommes, de courtisans, de femmes et de criminels, n’est pas qualifié pour ce genre de mission et ses membres sont majoritairement forcés d’y participer.
Ensuite, il faut tenir compte du caractère difficile du lieutenant-général de l’expédition. Il semble effectivement que « son humeur difficile [et] sa rudesse lui avaient aliéné ses compagnons d’aventure ». D’ailleurs, on rapporte « la pendaison d’un voleur, la mise aux fers de quelques autres, de généreuses distributions de coups de fouet à des hommes et à des femmes».
Plus encore, Roberval arrive à destination avec près d’un an de retard. Ce retard explique, entre autres, pourquoi Cartier décide de quitter le Canada, désespéré d’attendre des renforts pour lutter contre les attaques amérindiennes. Ce n’est pourtant pas par paresse que La Roque de Roberval prend la mer aussi tardivement. Cette situation s’explique par le fait que le recrutement de volontaires est difficile et que le sieur Roberval éprouve certains problèmes financiers.
Beaucoup lui manquent les articles indispensables au voyage : artillerie, poudre, munitions. Il n’a pas de quoi, non plus, payer le naulage des navires, de là, une armée de créanciers lancés à ses trousses comme à celle d’un débiteur qui va lever le pied.
Finalement, tout comme c’est le cas pour le roi François Ier et pour Jacques Cartier, on estime que Roberval est beaucoup plus attiré par l’appât du gain que par la réelle volonté de fonder une colonie de peuplement à Charlesbourg-Royal. Tout comme les conquistadores, il semble probable qu’il cherchait un moyen de faire fortune.
En fin de compte, Jean-François La Roque de Roberval est en grande partie responsable de l'échec de la mise sur pied du rêve colonial français. On arrive à cette constatation en tenant compte de son manque d’expérience, son équipage non qualifié, son caractère difficile, son arrivée tardive au Canada ainsi que les motifs qui le poussent à effectuer ce voyage.

### Le Canada
Même si on peut affirmer que les actions et décisions de François Ier, Jacques Cartier et La Roque de Roberval ont poussé à l’échec le projet de colonie française en Amérique, on doit également considérer les facteurs propres au Canada. À n’en pas douter, le climat canadien et les relations avec les Amérindiens ont contribué à l’insuccès de l’établissement d’une colonie de peuplement régi par la France.
D’abord, le premier hiver à Charlesboug-Royal se déroule plutôt bien étant donné que Jacques Cartier a déjà une certaine expérience du climat laurentien. Toutefois, c’est le second hiver, qui met fin au rêve français de peuplement de l’Amérique. Le facteur climatique explique d’ailleurs assez bien le retard colonisateur de la France comparativement à l’Espagne ou au Portugal. 
Puis, le conflit avec les Premières nations vient compliquer les choses. Ce sont les agissements de Cartier qui mettent le feu aux poudres et qui attirent la méfiance des Iroquois. Bientôt, cette méfiance se transforme en harcèlement et le Malouin racontera plus tard qu’à la suite du meurtre de 35 de ses colons, il n’avait plus force morale de demeurer au Canada. Pour justifier son retour en France à Roberval, il dit « qu’il n’avait pu avec sa petite bande, résister aux Sauvages qui rodaient journellement et l’incommodaient fort et que c’était la cause qui le portant à revenir en France »
Bref, le retour à l’historiographie concernant cet évènement nous apprend que nous ne pouvons pas identifier un seul responsable pour l’échec de la mission de peuplement de Charlesbourg-Royal. D’abord, François Ier y a contribué par la rétrogradation de Cartier au profit de Roberval, ainsi que par son manque de transparence dans les objectifs du projet. Puis, Jacques Cartier est aussi à blâmer puisqu’il refuse de partager ses connaissances par rapport au Canada, mais également parce que ses relations avec les Amérindiens se détériorent et que l’intention de trouver un trésor devient plus grande que celle d’établir une colonie de peuplement. De même, la participation de La Roque de Roberval à cette entreprise doit être considérée comme une cause importante de l’échec de Charlesbourg-Royal. L’inexpérience de ce dernier, son caractère difficile, son départ tardif, sa volonté de faire fortune ainsi que l’incompétence de son équipage, ont joué un rôle négatif dans cette histoire. Finalement, les caractéristiques propres au Canada, représentées par le climat et les Premières nations, concluent la liste des motifs de l’échec de la première mission colonisatrice de la France.

## Site archéologique
Bien que les historiens avaient déjà une idée approximative de sa localisation, ce n'est qu'en 2005 que la question du site exact a été élucidée, grâce à des fouilles archéologiques qui ont dévoilé la présence d'un petit morceau de faïence italienne du milieu du XVIe siècle. Avec la reconstitution des récits, la pointe sud-ouest du promontoire de Québec avait déjà été identifiée comme lieu probable de la colonie et avait fait l'objet de fouilles dès 1959. La découverte est annoncée publiquement en 2006, à temps pour le 400e anniversaire de Québec. Entre 2007 et 2012, près de 6 000 artéfacts ont finalement été mis au jour. 